# Съюз на българските конституционни клубове
Съюзът на българските конституционни клубове e българска политическа партия, създадена в Османската империя след Младотурската революция от минали в легалност членове на десницата във Вътрешната македоно-одринска революционна организация. Съществува малко повече от година от септември 1908 година до ноември 1909 година. Основен политически противник е другата българска политическа организация в империята – Народната федеративна партия (българска секция).

## Създаване, цели и идеи
Последователно се основават конституционни клубове през август 1908 година в Солун, Велес, Тетово, Щип, Куманово, Кратово, Крива паланка, Гостивар, Кочани, Цариград и други. От 7 до 13 септември в Солун се провежда Учредителният конгрес на Съюза на българските конституционни клубове. Приемат се програма и устав на организацията, като в него ясно са изяснени нейните цели:
| „ | Българският конституционен клуб има за цел: а) да даде гражданско и политическо възпитание на българския народ в духа на конституционните свободи – областно самоуправление на Македония и Одринско; б) да пази и развива българската народна култура. | “ |

За членове на Централното бюро са избрани Тома Карайовов, Владимир Руменов, Тодор Лазаров, сред основателите са още Георги Кулишев, Георги Баждаров, Кирил Пърличев, Антон Димитров, Христо Батанджиев, Симеон Радев и други. Христо Татарчев подкрепя открито СБКК, макар да не участва в дейността ѝ. В Дебър председател на конституционния клуб е Нестор Поптасев, заменен през април 1909 година от околийския училищен инспектор Димитър Илиев.
След изборите от 25 октомври СБКК вкарва в парламента двама депутати – Тодор Павлов от Скопие и Панчо Дорев от Битоля. Вестник „Отечество“ служи за разясняване на идеите на политическата организация. В 43 брой от 18 юли 1909 година в статия посветена на Илинденско-Преображенското въстание се казва:
| „ | Десети юли [хуриет], това е епилог на Илинден; Илинден, това е най-тържественият акт на величествената македонска революционна драма. Без Илинден не би имало 10 юли. Последната дата е общоосманска. Илинден е наш, на българите. | “ |

СБКК в програмните си документи залага главно на колективните права на отделните нетурски народности в империята, аграрни и социални реформи с цел подобряване положението на християнското население. Силно се акцентира на автономията на Македония и Одринско, както и за важната обединителна роля на Българската екзархия като православна църква на всички българи там. Организацията се противопоставя на масовото колонизиране на македонските земи от мюсюлмански заселници.
На Втория конгрес на партията през август 1909 година е приета декларация, в която се настоява за равни права на всички народности в империята и е избрано Централно бюро, в което влизат Тома Карайовов, Владимир Руменов, Анастас Христов, учителят в Скопие Дионисий Кандиларов и Стоян Попсимеонов, учител в Сяр.
С прилагането на член № 4 от Закона за сдруженията, забраняващ организации с етнически характер, на 18 ноември 1909 година Централното бюро на Съюза пише последното си окръжно, призоваващо местните организации да се разпуснат до създаването на нова организация, съобразена си изискванията на закона. Бивши членове на СБКК издават списание „Искра“ (1911 – 1912).